# Russian Kiss
Pour les articles homonymes, voir Russe et Kiss.
 (octobre 2022).
Un Russian Kiss (baiser russe, en anglais) est un cocktail à base de vodka, de liqueur de framboise et de jus de cranberry.

## Composition
Ce cocktail est une variante du French Kiss (au champagne), du Cosmopolitan (avec du cointreau) ou des Black Russian et Russe blanc (à la liqueur de café)... 

## Composition et recette
Il est composé de :
- 1 dose de liqueur de framboise (ou de fraise).
- 3 doses de jus de cranberry.
- 2 doses de vodka.

Mélanger les ingrédients au shaker avec des glaçons, puis verser le tout on the rocks dans un verre old fashioned,. 